# 쉬하이차오
쉬하이차오(중국어 간체자: 徐海乔, 정체자: 徐海喬, 병음: Xú Hǎiqiáo, 한자음: 서해교, 1983년 4월 27일 ~ )는 중국의 배우이다.

## 출연작

### 드라마
- 2015년 후난위성텔레비전 찬석독파극장 《화천골》 - 맹현랑 역
- 2016년 망고 TV 웹드라마 《반요경성》 - 왕소당 역
- 2017년 유쿠 웹드라마 《곤륜궐지세금생》 - 중흘 역
- 2017년 유쿠 웹드라마 《열혈장안》 - 살마다라 역
- 2017년 동방 위성 텔레비전 주파극장 《취영롱》 - 원담 역
- 2018년 텐센트 웹드라마 《전도파아부》 - 바이위 역
- 2018년 텐센트 웹드라마 《야천자》 - 엽소천 역
- 2018년 텐센트 웹드라마 《나말속우아적성광》 - 션쥔이 역
- 2019년 후난위성텔레비전 청춘진행중 《초연나건소사》 - 리우팡 역
- 2021년 아이치이 웹드라마 《당기주모》 - 임설당 역
- 2022년 텐센트 웹드라마 《몽화록》 - 구양욱 역
- 2022년 아이치이 웹드라마 《창란결》 - 송호 역
- 2024년 후난위성텔레비전 금응독파극장 《여봉행》 - 봉래 역